# PAIP2
PAIP2‏ (Poly(A) binding protein interacting protein 2B) هوَ بروتين يُشَفر بواسطة جين PAIP2 في الإنسان.

## التفاعل
لقد ثبت أن PAIP2 يتفاعل مع PABPC1.